# Чижичи
Чижичи (укр. Чижичі) — село в Ходоровской городской общине Стрыйского района Львовской области Украины.
Население по переписи 2001 года составляло 192 человека. Почтовый индекс — 81710. Телефонный код — 3239.